# South Bend
South Bend je město na severu amerického státu Indiana, těsně na hranici se státem Michigan. Je to čtvrté nejlidnatější město v Indianě. Podle sčítání lidu z roku 2010 měl South Bend 101 168 obyvatel a v jeho metropolitní oblasti žilo 318 586 obyvatel. Město je ekonomickým a kulturním centrem regionu, který je známý jako Michiana. Ve městě se nachází osm vysokých škol a univerzit.

## Historie
Podle sčítání lidu v roce 2010 zde žilo 101 168 obyvatel, tedy o 6 621 lidí méně než v roce 2000.
Obec vznikla zásluhou obchodníků, kteří se na tomto místě usadili. Jako město byl South Bend uznán v roce 1865. Díky své tehdy strategické poloze a zejména díky průmyslu se pak město rychle rozvíjelo.
Současným starostou města South Bend je James Mueller. Jeho předchůdcem (do konce roku 2019) byl Pete Buttigieg, který je jedním z uchazečů o kandidaturu Demokratické strany USA v prezidentských volbách, které se budou konat v listopadu 2020.

### Rasové složení
- 60,5% Bílí Američané
- 26,6% Afroameričané
- 0,5% Američtí indiáni
- 1,3% Asijští Američané
- 0,1% Pacifičtí ostrované
- 6,9% Jiná rasa
- 4,2% Dvě nebo více ras

Obyvatelé hispánského nebo latinskoamerického původu, bez ohledu na rasu, tvořili 13,0% populace.

## Doprava

### Místní doprava
Veřejná doprava je zajišťována autobusy, spojujícími centrum s předměstími. Všechny autobusy mají ekologicky vyhovující pohon.

### Regionální doprava
Ve městě se nachází letiště, které spojuje South Bend s městy jako jsou Chicago, Cleveland, Detroit, Minneapolis, Las Vegas, Orlando, Tampa, Cincinnati a Atlanta. Letiště je druhé největší ve státě Indiana.
Elektrická příměstská železnice South Shore Line spojuje městské letiště s podzemní stanicí Millennium Station v centru Chicaga. Kvůli zvýšenému množství pasažérů na trati Chicago – South Bend byly v roce 2005 zakoupeny další vlaky.
Společnost Amtrak provozuje vlakovou dopravu do ostatních velkých měst.

## Osobnosti
- Schuyler Colfax (1823–1885), americký politik, 17. viceprezident Spojených států amerických[3]
- Kenneth Rexroth (1905–1982),  americký básník, překladatel a literární kritik[4]
- Vivica A. Fox (* 1964), americká herečka[5]

## Partnerská města
Seznam partnerských měst South Bend:
- Čenstochová, Polsko
- Arzberg, Německo
- Guanajuato, Mexiko
- Bergisch Gladbach, Německo

## Galerie

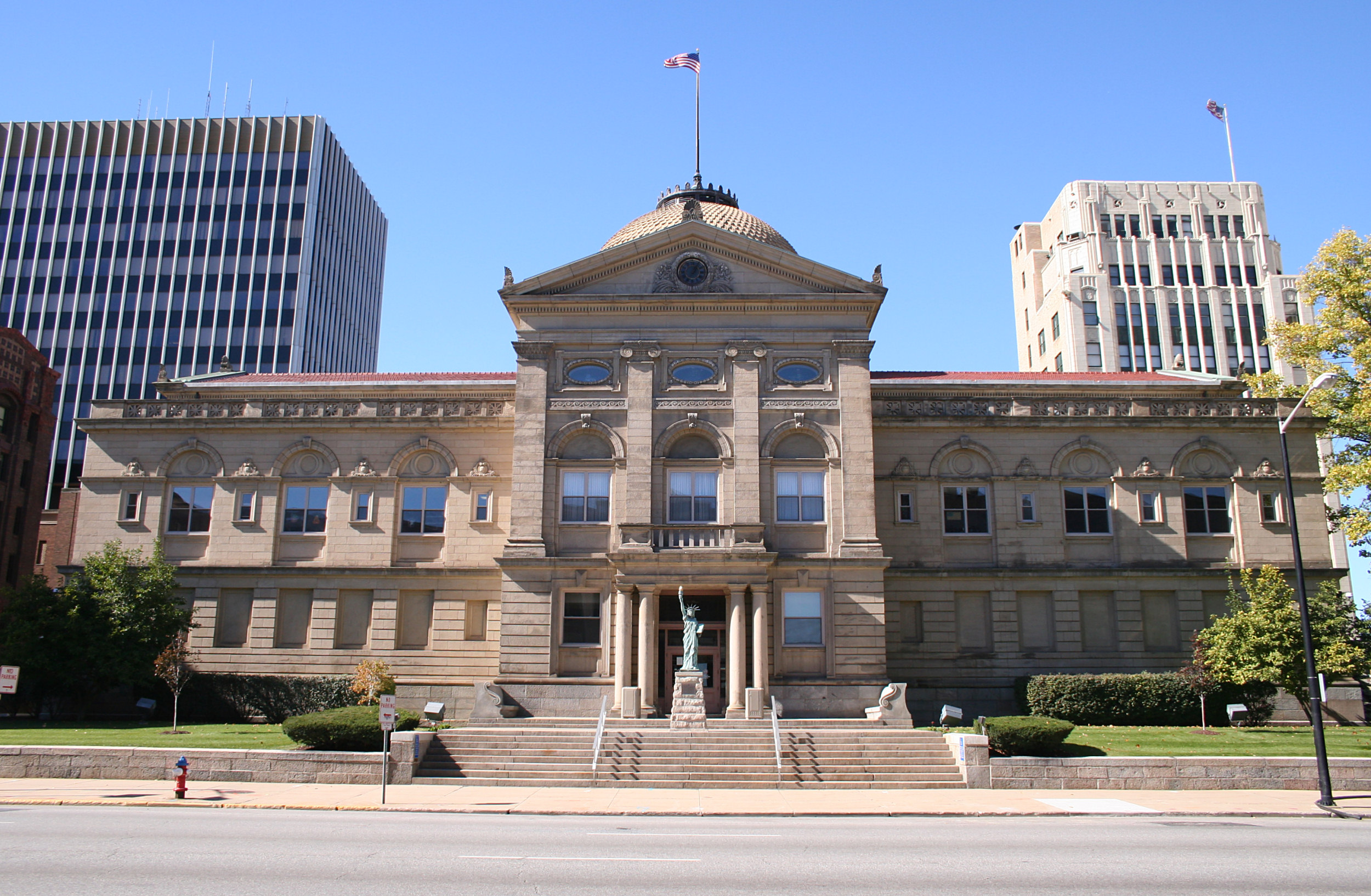
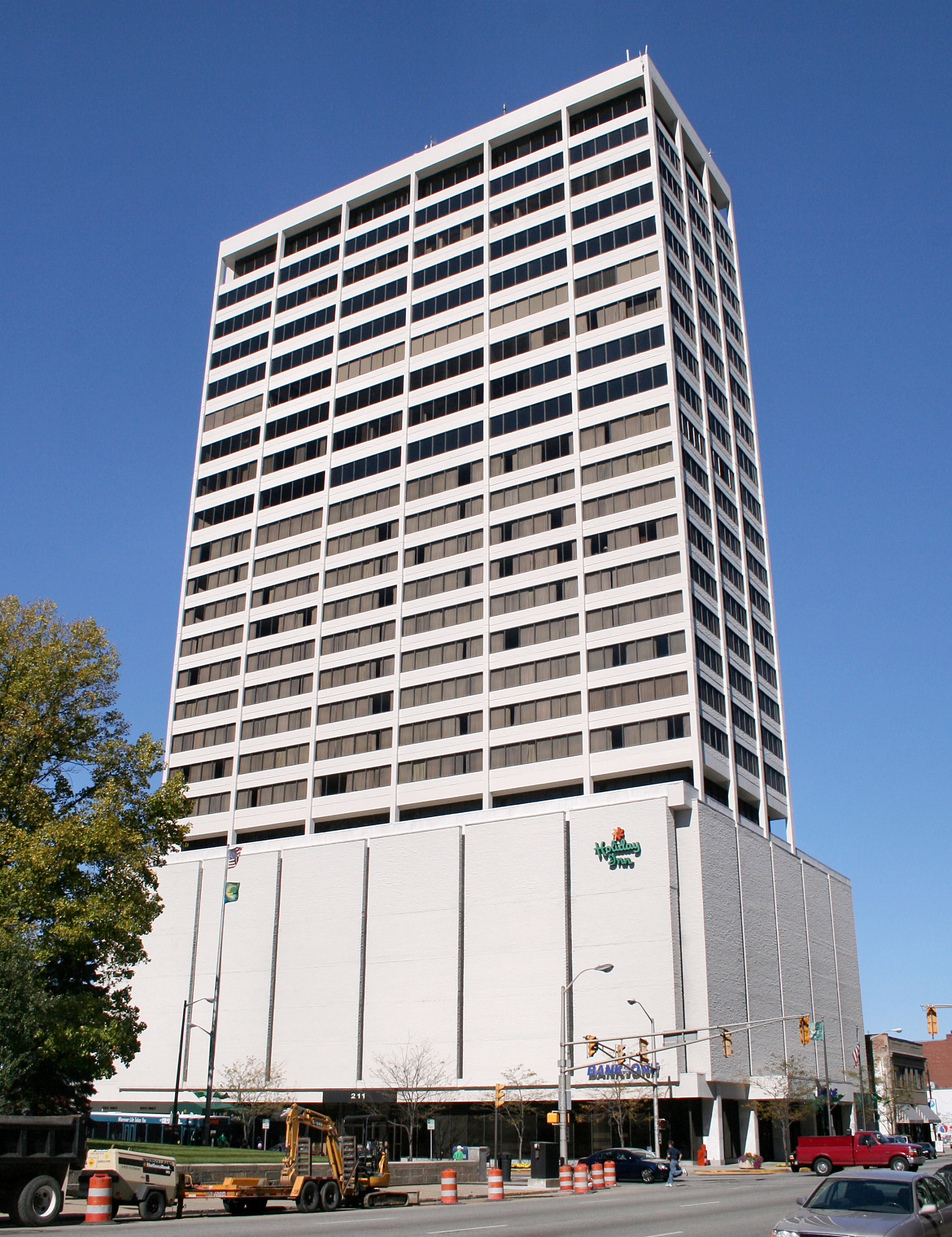
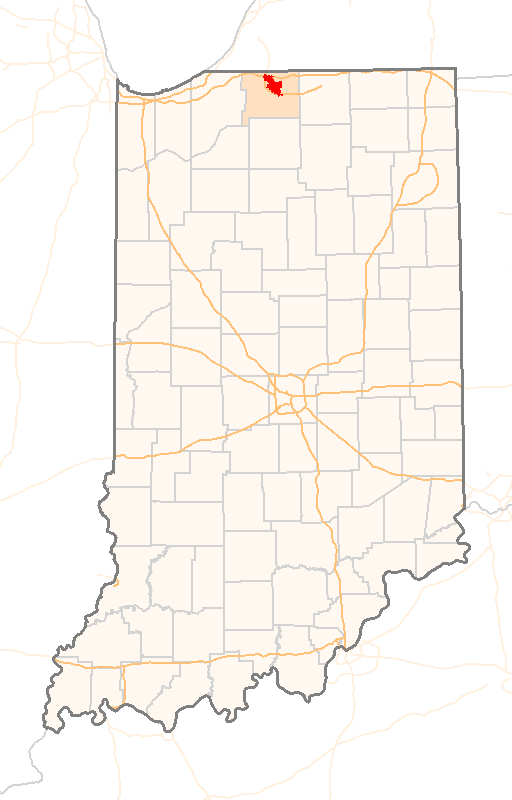
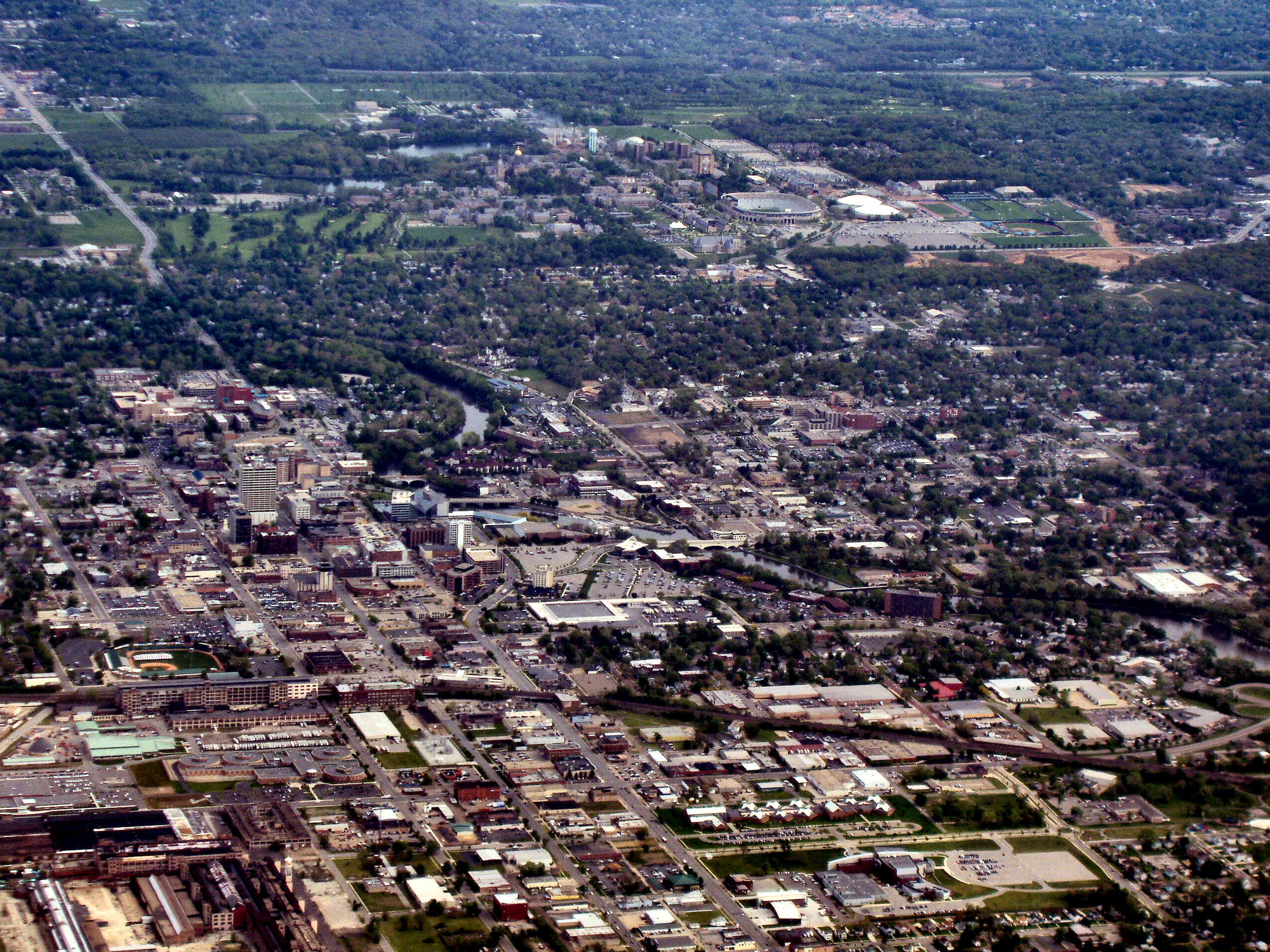